# Музей-усадьба
Музе́й-уса́дьба — музей, созданный на основе музеефикации архитектуры, природной среды и хозяйственного комплекса усадьбы. Уже в XIX веке в некоторых усадьбах имелись мемориальные комплексы в комнатах, где жили известные исторические или культурные деятели (Карамзин, Баратынский и др.) В 1920-е годы из усадеб начали создаваться полноценные музеи путем «фиксирующей музеефикации»: оставляли обстановку и инвентарь, нередко оставляли и швейцара или дворецкого на должности смотрителя. В 1922—1931 годах изучение истории усадеб и усадебного быта проводило «Общество изучения русской усадьбы», ОИРУ, основанное В. В. Згурой. Основная масса подобных музеев появилась в 1930—1970-е годы и носила мемориальный характер. К 1990-м годам мемориальный характер таких музеев ослабевает, а интерес к показу дворянского усадебного быта в таких музеях усиливается. В 1993 году было возрождено ОИРУ.

## См.также
- Список музеев-усадеб России